# グロスター (マサチューセッツ州)
グロスター（英: Gloucester、[ˈɡlɒstər]）は、アメリカ合衆国マサチューセッツ州のエセックス郡にある都市。「ノースショア」と呼ばれる州の北部海岸に位置している。人口は2万9729人（2020年）。漁業の重要な中心かつ夏の人気ある観光地として、港の北側にある都市化された中核部と、外郭にあるアニスクアム、ベイビュー、レインズビル、フォリーコーブ、マグノリア、リバーデール、イーストグロスター、ウェストグロスターと呼ばれる地区で構成されている。

## 歴史
グロスターの当初領域にはロックポート町が含まれ、「サンディベイ」（砂の湾）とも呼ばれていた。1840年2月27日に正式に分離された。1873年、グロスターは市として再度法人化された。

### 開拓期
グロスターは1623年にイングランド王ジェームズ1世がチャーターした「ドーチェスター・カンパニー」と呼ばれる遠征隊によってアン岬に設立された。この遠征隊はイングランド南部ドーセットの州都ドーチェスター出身の者達で構成されていた。後にマサチューセッツ湾植民地を構成することになるイングランド人開拓地最初期のものであり、1626年に設立されたセイラム市や、1630年のボストン市の設立に先立つものだった。開拓者の最初の集団はハーフムーン海浜で上陸し、その近くに入植し、現在ステージフォート公園と呼ばれる野原で漁業基地を設営した。この開拓地が存在したことについては、現在その公園にある高さ50フィート (15 m) の巨岩に付けられた記念銘板に記されている。
この最初の開拓地での暮らしは厳しく、短命に終わった。1626年頃に放棄され、開拓者達は農耕のためにより肥沃な土壌が見つかったノームキーグ（現在のセイラム）に移った。集会所の建物までが解体され、新しい開拓地に移された。記録には残されていないが、翌年のある時点で、この地域には再度入植があり、緩り進行した。町は1642年に公式に法人化された。課税台帳に「グロスター」という名前が現れるのもこの時であるが、その綴りにはいくらか異同があった。その名前はイングランド南西部にあるグロスター市から採られた。おそらく開拓者の多くがそこの出身だったことが考えられるが、イングランドのグロスターは議会派の強い地盤であり、1643年に起きたグロスター包囲戦のときも、エセックス伯爵の援助で国王軍に対して守り切ったことから来ている可能性が強い。
この新しい恒久的開拓地はアニスクアム川の屈曲部にあった湿地の入り江、タウングリーン地域を中心とした。その地域は現在グラントサークルがある場所となっており、マサチューセッツ州道128号線が市内の主要通り（ワシントン通り/州道127号線）と交わる大きなロータリー交差点となっている。ここで最初の恒久的開拓者達が集会所を建て、その後の100年間近く、「アイランド」の開拓地の中核になっていた。ニューイングランドの他の初期海岸町とは異なり、グロスターの発展は現在ある港の周りではなく、最初に入った内陸部が中心だった。これは港のウォーターフロントから2マイル (3 km) 近く内陸にタウングリーンがあることから明らかである。
タウングリーンは開拓者達が最初の学校を建てた場所でもあった。マサチューセッツ湾植民地の法により、100家族以上ある町は公立の校舎を建てる必要があった。この規定に合わせたのが1698年のことであり、トマス・リッグスが町で最初の校長になった。
1710年、ホワイト・エラリー邸はタウングリーン傍に建てられた。グロスター最初の牧師であるジョン・ホワイト（1677年-1760年）のために、湿地の縁に建設された。
初期の産業は自給自足農業と製材業だった。土壌が肥えておらず、岩の多い丘陵だったために、アン岬の地区は大規模農業には向いていなかった。小規模家族農園と家畜が生存を維持するものだった。今日グロスターの町が知られる漁業は近海に限られ、後年にあるような大漁ではなく、少量の収穫で暮らしていた。グロスターの漁師がグランドバンクを漁場にしたのは18世紀も半ばになってからだった。
初期のグロスター住民はアン岬の森林を切り払って農地や牧草地とし、木材はボストンにまで送って建物を建てた。グロスターの岩の多い荒地は2世紀もの間開墾されたままだったが、20世紀になって植林が行われた。アイランドの内陸部は「コモンズ」、「コモンビレッジ」、「ドッグタウン」などと呼ばれるようになった。ここでは巨岩や湿地の間、丘の間を曲がりくねる道路にそって小さな住宅が散開していた。これらの住宅は掘っ立て小屋と言ってもよかった。1軒のみが二階建てで造られていた。そのような大きさだったが、家族の数世代がそこで育った。このような家屋の1つの特徴は、床の片側の下に地下の穴（食料保存用）が掘られ、石組の基礎の上に支えられていた（モルタルは使われていない）。この地下の穴は、グロスターの内陸部をとおる道沿いに現在も見ることができる。これらの穴と幾らかの壁が現在もそこに残っている遺物となっている。

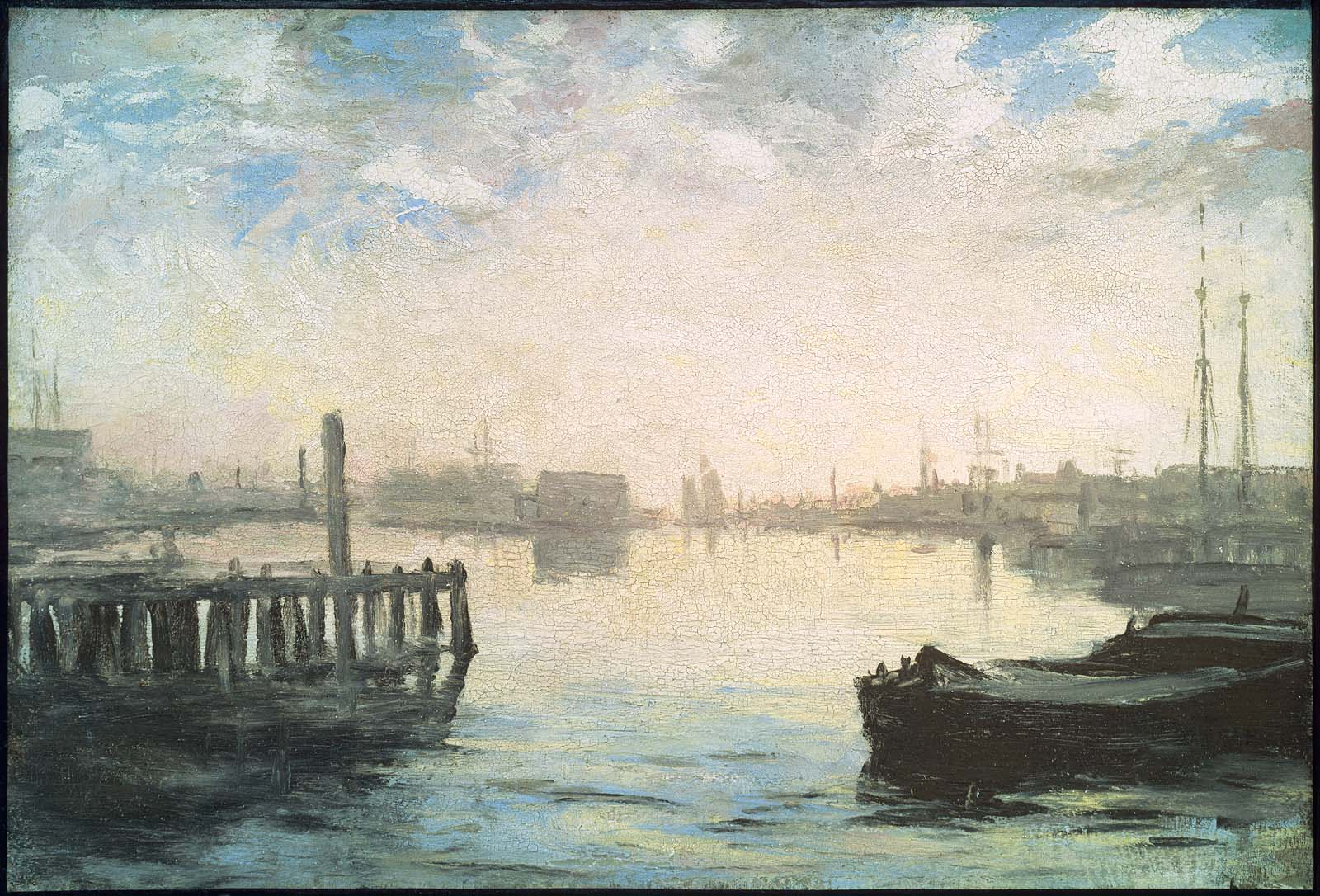
「グロスター港」、1877年頃、ウィリアム・モリス・ハント画

### 成長期

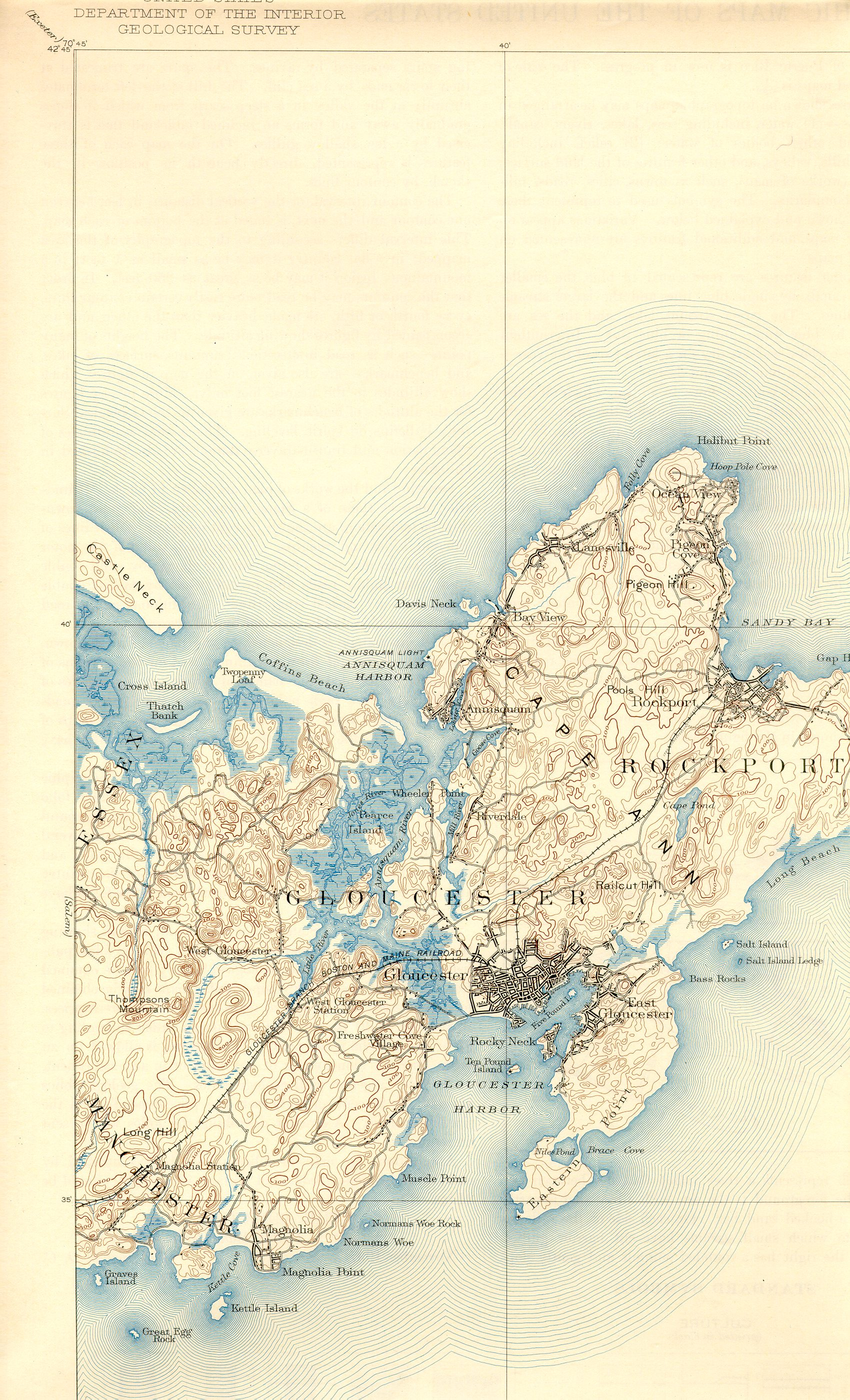
1893年作成のグロスター周辺図

町が成長すると、開拓者はアニスクアム川の対岸にも住むようになった。この時代は教会の礼拝に参列することが義務付けられており、日曜日の朝には長い道を歩き、あるいは列をなした。1718年、対岸の住人はグリーンの第一教区から分離し、第二教区を形成した。まだグロスターの町に属してはいたが、第二教区あるいは西教区の住民は独自の集会所を建設し、独自の墓地も指定した。そのどちらもウィンギアシーク海浜背後の湿地に近い丘陵部にあった。その集会所は現在無くなっているが、第二教区道路沿いの森の中深くに、放棄された墓地に散開する石を見つけることができる。
町の他の場所も続いた。第三教区は町の北部で1728年に設立された。第四教区は1742年に第一教区から分離した。最後は1754年、サンディベイの住民が第一教区から分離して第五教区となった（後にロックポートと呼ばれるようになった）。サンディベイ教会の設立は、植民地時代の宗教的再構成では最後のものになった。これら宗派の全てが現在も何らかの形で残っているが、第四教区の集会所があった場所は現在ハイウェイに変わっている。
グロスターでは花崗岩の切り出しが栄えた時代もあった。

## 地理と交通
グロスター市は北緯42度37分26秒 西経70度40分32秒 / 北緯42.62389度 西経70.67556度 (42.624015, -70.675521)に位置している。
アメリカ合衆国国勢調査局に拠れば、市域全面積は41.5平方マイル (107.5 km2)であり、このうち陸地26.2平方マイル (67.8 km2)、水域は15.3平方マイル (39.6 km2)で水域率は36.88%である。
グロスターはアン岬の東端の大半を占めているが、その先端だけはロックポートの町になっている。市域はアニスクアム川で二分されており、川は市の中央を通って北のイプスウィッチ湾に注いでいる。川の南端はブリンマン運河でグロスター港に繋がれている。川の北西岸に沿った陸地は湿地であり、幾つかの小さな島を形成している。グロスター港は幾つかの小さな入り江に分かれ、ウェスタン港（漁師の記念碑がある）とインナー港（グロスター漁船団の母港）がある。グロスター港の東側はイースタンポイントでマサチューセッツ湾と分かれ、本土から2マイル (3 km) ほど外に伸びている。市内には幾つかの公園があり、その中で大きなものはレイブンズウッド公園、ステージフォート公園、マウントアン公園である。
グロスターは北のイプスウィッチ湾と南のマサチューセッツ湾に挟まれている。東にはロックポート町と接し、西は北からイプスウィッチ、エセックス、マンチェスター・バイ・ザ・シーの各町が並んでいる。イプスウィッチとの境はエセックス港であり、陸上の境は無い。セイラム市からは東北東に16マイル (26 km)、ボストンの北東31マイル (50 km) にある。マサチューセッツ州道128号線の東端となり、州道127号線代替路に当たって終わる。州道127号線代替路は州道128号線の東端の直ぐ東、州道127号線から始まり、ロックポートに行ってそこが終端となる。州道127号線はマンチェスター・バイ・ザ・シーから市内に入り、ブリンマン運河を渡り、中心街を抜けてロックポートに向かう。フォリーコーブ近くで再び市内に入り、それまでの南から北の方向が逆転し、最後は州道128号線に当たって終わる。州道133号線も市内で終わる。エセックスから入り、ブリンマン運河の直ぐ西、州道127号線に当たって終わる。ブリンマン運河に架かる橋以外に、市の東と西を繋ぐ橋が2つだけあり、A・ピアット・アンドリュー記念橋が州道128号線を渡し、ボストン・アンド・メイン鉄道橋はブリンマン運河の直ぐ北に架かっている。
グロスター市にはケープアン交通局があり、市と周辺の町の交通を担当している。マサチューセッツ湾交通局通勤線のニューベリーポート/ロックポート線ではウェストグロスター駅とグロスター駅を利用できる。この線はロックポートからノースショア海岸線を通ってボストンの北駅に通じている。最も近い空港はビバリー市民空港であり、ジェネラル・エドワード・ローレンス・ローガン国際空港が国内と国際の商業便を利用できる最寄り空港である。

## 人口動態

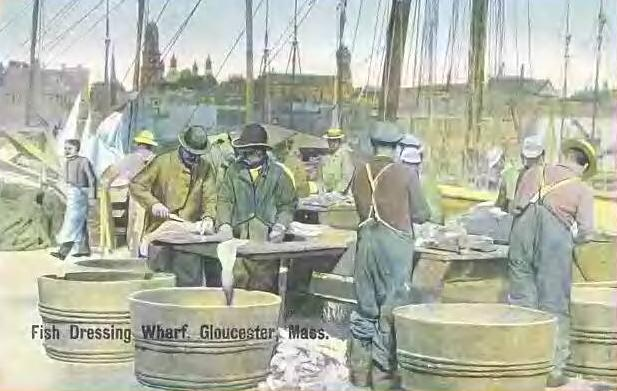
フィッシュドレッシング桟橋、1908年頃

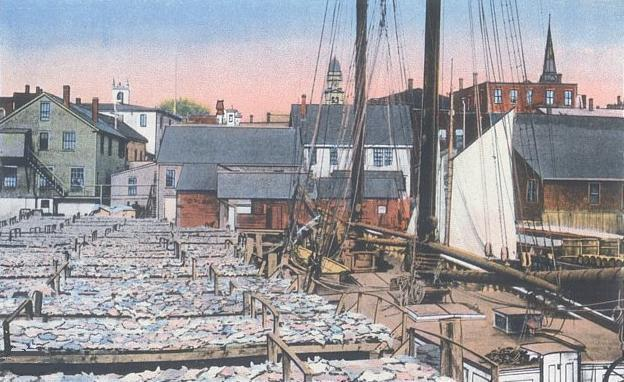
「魚の天日干し」1915年頃

以下は2000年国勢調査による人口統計データである。
| 基礎データ - 人口: 30,273 人 - 世帯数: 12,592 世帯 - 家族数: 7,895 家族 - 人口密度: 450.2人/km2（1,166.0 人/mi2） - 住居数: 13,958 軒 - 住居密度: 207.6軒/km2（537.6 軒/mi2） 人種別人口構成 - 白人: 91.99% - アフリカン・アメリカン: 6.61% - ネイティブ・アメリカン: 0.12% - アジア人: 0.72% - 太平洋諸島系: 0.02% - その他の人種: 0.50% - 混血: 1.03% - ヒスパニック・ラテン系: 15.48% 先祖による構成 - イタリア系：22.6% - アイルランド系：16.2% - イギリス系：11.1% - ポルトガル系：8.5% - アメリカ人：7.5% 年齢別人口構成 - 18歳未満: 22.0% - 18-24歳: 6.5% - 25-44歳: 29.9% - 45-64歳: 26.1% - 65歳以上: 15.6% - 年齢の中央値: 40歳 - 性比（女性100人あたり男性の人口） - 総人口: 92.0 - 18歳以上: 88.8 | 世帯と家族（対世帯数） - 18歳未満の子供がいる: 27.6% - 結婚・同居している夫婦: 48.8% - 未婚・離婚・死別女性が世帯主: 10.6% - 非家族世帯: 37.3% - 単身世帯: 30.7% - 65歳以上の老人1人暮らし: 11.4% - 平均構成人数 - 世帯: 2.38人 - 家族: 3.00人 収入と家計 - 収入の中央値（2007年推計） - 世帯: 58,568米ドル - 家族: 80,970米ドル - 性別 - 男性: 41,465米ドル - 女性: 30,566米ドル - 人口1人あたり収入: 25,595米ドル - 貧困線以下 - 対人口: 8.8% - 対家族数: 7.1% - 18歳未満: 11.8% - 65歳以上: 11.2% |

## 政治

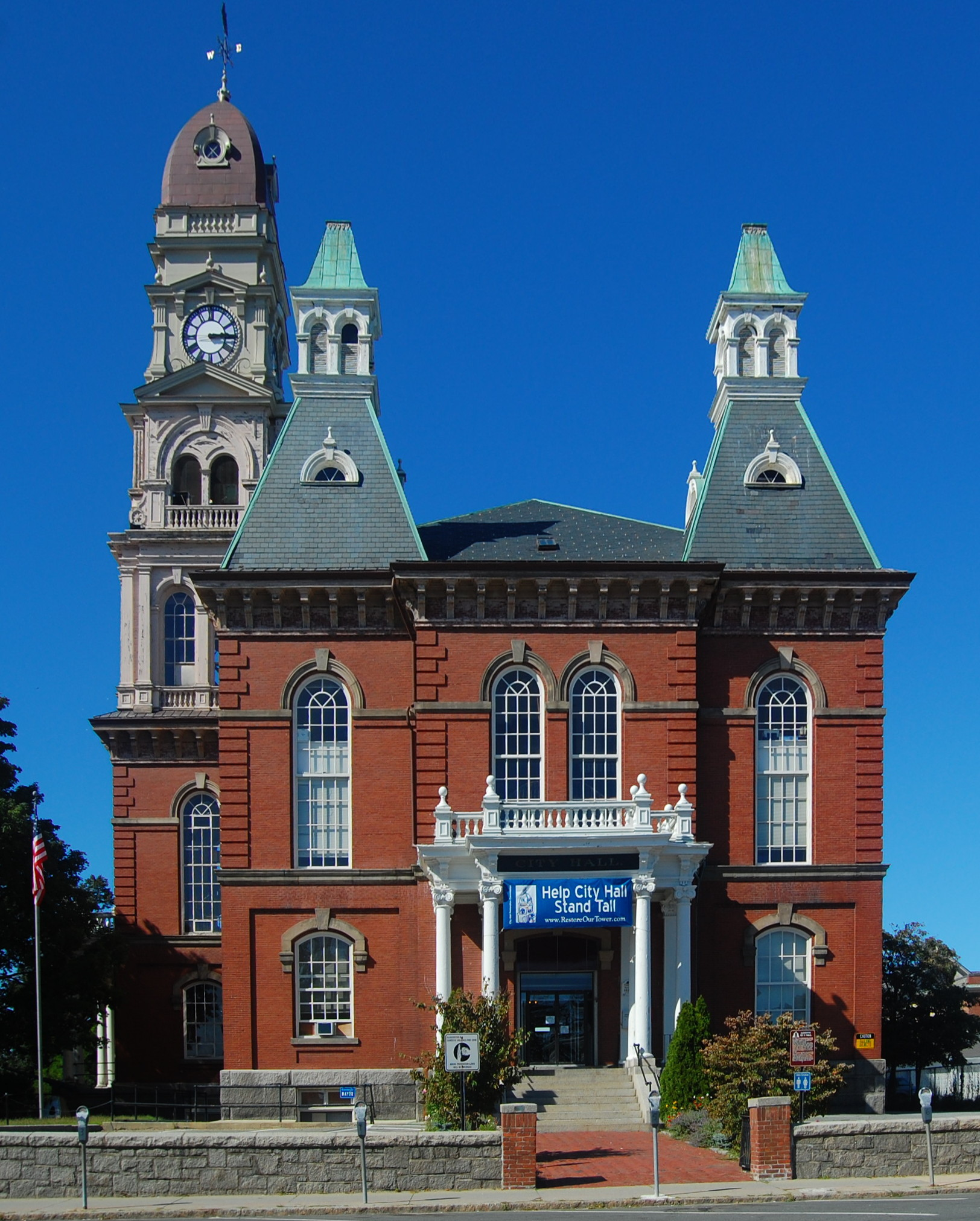
グロスター市役所、1871年建設

グロスター市は強い市長と市政委員会の方式を採用している。現グロスター市長はキャロライン・カークである。市長は教育委員会の委員も兼任する。市の選挙で選ばれる役人は奇数年ごとの選挙で選ばれ、任期は2年間である。
市は5つの区に分けられ、それぞれが2つの選挙区に分けられる。
- 第1区 - イーストグロスター - イースタンポイントとロッキーネックを含む
- 第2区 - 中心街と港の地域
- 第3区 - 「島」の西端、ステイシー・ブールバードからウィーラーズポイントまで - アン岬の高台とポンドビュー・ビレッジを含む
- 第4区 - ノースグロスター - リバーデール、アニスクアム、ベイビュー、レインズビルを含む
- 第5区 - ウェストグロスターのアニスクアム川およびブリンマン運河より西の全体、マンチェスター・バイ・ザ・シーとエセックスまで - ウィンギアシーク地域とマグノリアを含む

20世紀の半ばまでは8つの区があったが、その後再編されて現在の形になった。
| 民主党   | 6,056  | 28.87% |
| 共和党   | 2,208  | 10.53% |
| 無党派   | 12,563 | 59.89% |
| 少数政党 | 149    | 0.71%  |
| 合計     | 20,976 | 100%   |

## 教育
以下の学校がグロスター公共教育学区に含まれている。
- グロスター高校（9年生-12年生）
- ラルフ・B・オマリー中学校（6年生-8年生）
- イーストグロスター小学校（幼稚園-5年生）
- プラムコーブ小学校（幼稚園-5年生）
- ビーマン小学校（幼稚園-5年生）
- 退役兵記念小学校（幼稚園-5年生）
- ウェストパリッシュ小学校（幼稚園-5年生）
- グロスター就学前学校

## 経済
グロスター市を拠点とする会社としては、ゴートンズ・オブ・グロスターやバリアン・セミコンダクターがある。

### グロスターと海

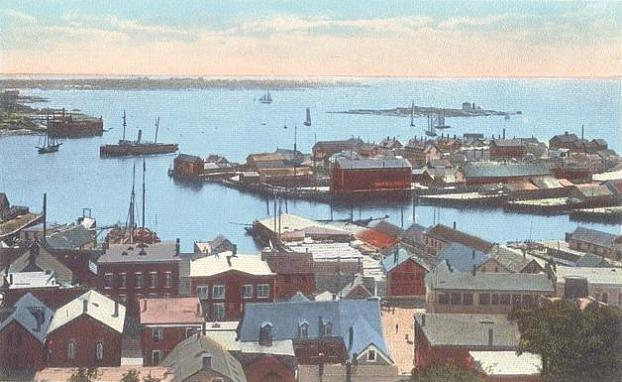
「港の景色と10ポンド島灯台」、1915年頃

グロスターの町は重要な造船の中心であり、通説では1713年に最初のスクーナーが建造されたとされている。ケープコッド沖のジョージズバンクに近接していることや、ノバスコシアやニューファンドランド島東海岸沖の漁場となる堆があることで、重要な漁港として発展した。グロスターの全国的に認められている水産食品企業は1849年にジョン・ピュー & サンズとして設立された。1906年にゴートン・ピュー・フィッシャリーズとなり、1957年にはゴートンズ・オブ・グロスターと改名した。「ゴートンの漁師」という象徴的イメージとその製品は国内はもとよりそれを超えて知られている。魚を捕らえ加工することに加え、魚類研究の中心でもある。
19世紀後半、この町で繁盛する水産業での仕事をもとめ、またアメリカでのより良い生活を求めて、ポルトガル人やイタリア人が大挙移民して来た。現在のグロスター市にいる漁民はこれら移民の子孫であることが多い。年間を通じて行われる多くの祭りにはこれらポルトガルとイタリアの強い影響が残っている。カトリックの祭りでは、セントピーターズ・フィエスタに、過去、現在の漁師の親戚がグロスターを故郷とする漁船の櫂を担いで来る。セントピーター（聖ペトロ）は漁師の守護聖人である。
海運と漁業は過去も今も大変危険を伴う事業である。グロスターはその350年を超える歴史の中で、1万人を超す人を大西洋で失ってきた。失われた者一人一人の名前が市役所主階段にある巨大な壁画に描かれており、ステイシー・ブールバードにある新しい慰霊碑にも見られる。安全装置は増えているものの、死者のリストは今後も長くなっていく。

## 文化

### 絵画と版画

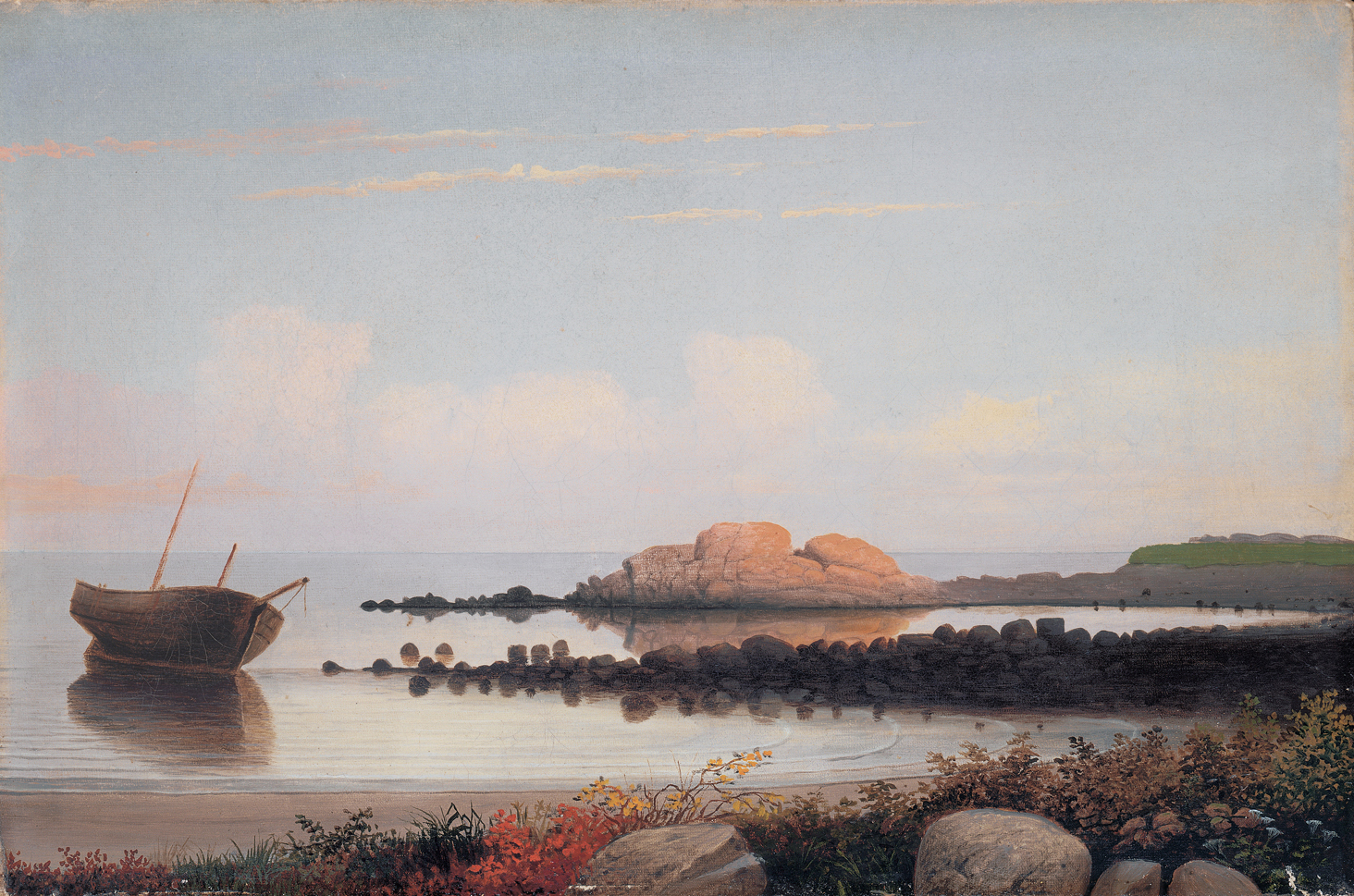
「グロスターのイースタンポイントにあるブレイシーズロック」、1864年頃、フィッツ・ヘンリー・レーン画

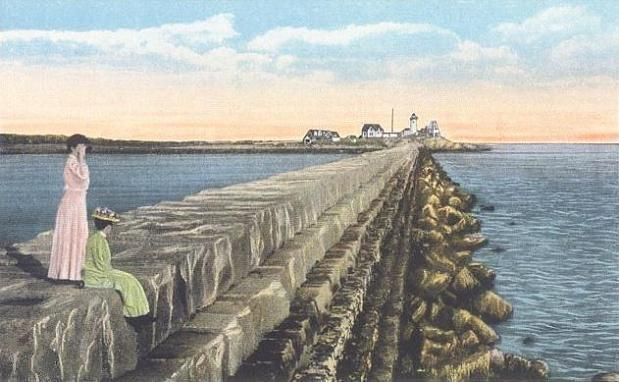
「イースタンポイントの防波堤と灯台」、1915年頃

グロスターの景観美、活動的な水産業、さらに良く知られた芸術社会が19世紀初期から画家達を惹きつけ、印象を与えてきており、今日も続いている。最初にグロスターで有名になった画家はグロスター生まれのフィッツ・ヘンリー・レーンであり、その家が今も水際に残っている。その作品のコレクションがアン岬博物館にあり、絵画40点と素描100点が収められている。その後もグロスターに惹きつけられた画家としては、ウィリアム・モリス・ハント、ウィンスロー・ホーマー、チャイルド・ハッサム、ジョン・トワックトマン、フレデリック・マルハウプト、フランク・ドゥフェネク、セシリア・ボー、ジェイン・ピーターソン、ゴードン・グラント、ハリー・ドメイン、エミール・グルッペ、スチュアート・デイヴィス、ジョセフ・ソールマン、マーク・ロスコ、ミルトン・アベリー、バーネット・ニューマン、ウィリアム・メイエロウィッツ、ジョーン・ロックハート、テレサ・バーンスタイン、マースデン・ハートリーがいた。20世紀初期の「アシュカン派」に近い画家からは、エドワード・ホッパー、ジョン・スローン、ロバート・ヘンライ、ウィリアム・グラッケンズ、モーリス・プレンダーガストがいた。

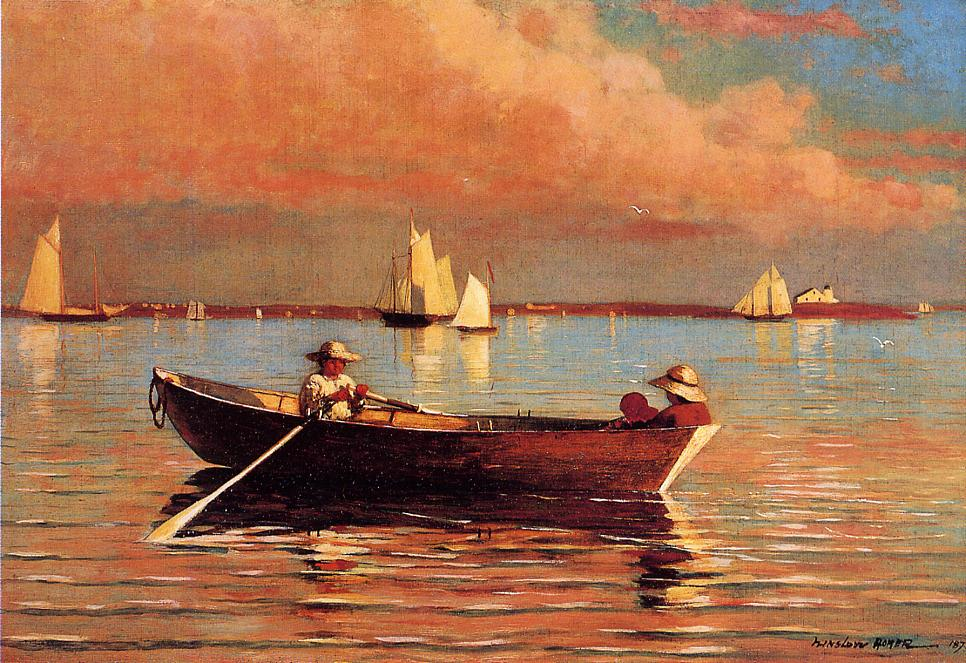
「グロスター港」、油彩カンバス、1873年、ウィンスロー・ホーマー画、ネルソン・アトキンス美術館蔵

スミスコーブには国内最古の芸術村であるロッキーネック・アートコロニーがある。フォリーコーブには、今日でも印刷デザインと技術で影響を残すフォリーコーブ・デザイナーズがあった。

### 彫刻
イーストグロスター、アニスクアム、レインズビル、フォリーコーブには重要な彫刻家が住み、働いてきた。その中にはジョージ・アーロンズ、アンナ・ハイアット・ハンティントン、チャールズ・グラフリー、ポール・マンシップとその義理の娘マーガレット・キャシディ・マンシップ、ウォーカー・ハンコック、ジョージ・デメトリオスがいた。さらにその息子で彫刻家のアリスティデス・デメトリオスはフォリーコーブで育った。

### 文学
- ラドヤード・キップリングの小説『勇ましい船長』（1897年）はグロスターが舞台であり、1937年にはスペンサー・トレイシー主演で映画化（『我は海の子』）された
- チャールズ・オルソン（1910年–1970年）は、詩人で、ノースカロライナ州のブラックマウンテン・カレッジの教師であり、グロスターを中心として『マクシマスの詩』と題する645ページの詩を書いた
- ハワード・フィリップス・ラヴクラフトのホラー小説にはグロスターが言及されることが多い。『インスマウスの影』の架空の町インスマウスは一部アン岬にあり、特にグロスターだと考えられている
- セバスチャン・ジュンガーが書いたノンフィクション『The Perfect Storm』は1991年の大暴風を回想したものであり、グロスターの人物が出て来る。その映画版『パーフェクト ストーム』はグロスターで撮影された
- マイケル・J・トゥジアスが2005年に書いた『Ten Hours Until Dawn』では、グロスターと沿岸警備隊基地が陸の中心であり、1978年大風吹のときにパイロット・ボートのキャンドゥーと乗組員が失われたことを回想している[10]

### コミック
マーベルコミックスが世に出したスーパーヒーローであるデーン・ウィットマンの分身ブラックナイトの生誕地がグロスターである。

### 映画
- 1982年の映画『喝采の陰で』ではグロスターのグッドハーバー海浜で撮影されたシーンが使われた
- 1984年の映画『ボストニアン』では、オーシャンフロントシーンがヘスペラス・アベニューに近いレイフス・チャスム公園の岩場で撮影された
- 1937年の映画『我は海の子』はグロスターが舞台だった
- 映画『グロスター18』[11]は、グロスターの妊娠協定を調査するドキュメンタリー映画であり、全てグロスターで撮影された
- 1993年の映画『危険な遊び』はグロスターとアン岬の町で撮影された
- 1990年の映画『恋する人魚たち』は、マグノリアとグロスターで一部撮影された
- 2002年の映画『ムーンライト・マイル』ほとんど全てがグロスターで撮影され、一部がマーブルヘッドで撮影された
- 2000年の映画『パーフェクト ストーム』はグロスターが舞台であり、撮影も行われた
- 2007年のドキュメンタリー映画『Polis is This: Charles Olson and the Persistence of Place』は詩人のチャールズ・オルソンを扱った1時間ものであり、「ボストン・フェニックス」紙が「アメリカの詩人について作られた中では最良の映画」と絶賛した
- 2003年の映画『ふたりにクギづけ』の一部はグロスターと隣接するロックポートで撮影された。アイススケートリンクのシーンはオマリー学校で撮影された
- 2008年の映画『The Women』の一部はアニスクアムで撮影された
- 1966年の映画『アメリカ上陸作戦』は架空のグロスター島が舞台だったが、撮影はカリフォルニア州のメンドシーノで行われた
- 1959年からABCテレビで放送された『Alcoa Presents: One Step Beyond』の第19回、『キャプテンの客』はグロスターのケープアン道路が舞台になっていた
- 2013年にHBOテレビで放送された『Clear History』はニューイングランドの島で起きているが、グロスターとアン岬周辺で撮影された
- 2021年の映画『コーダ あいのうた』の舞台であり、撮影も行われた。

## 見どころ
- スクーナーのアドベンチャー号
- アニスクアム
- ケープアン博物館
- ドッグタウン・コモンズ

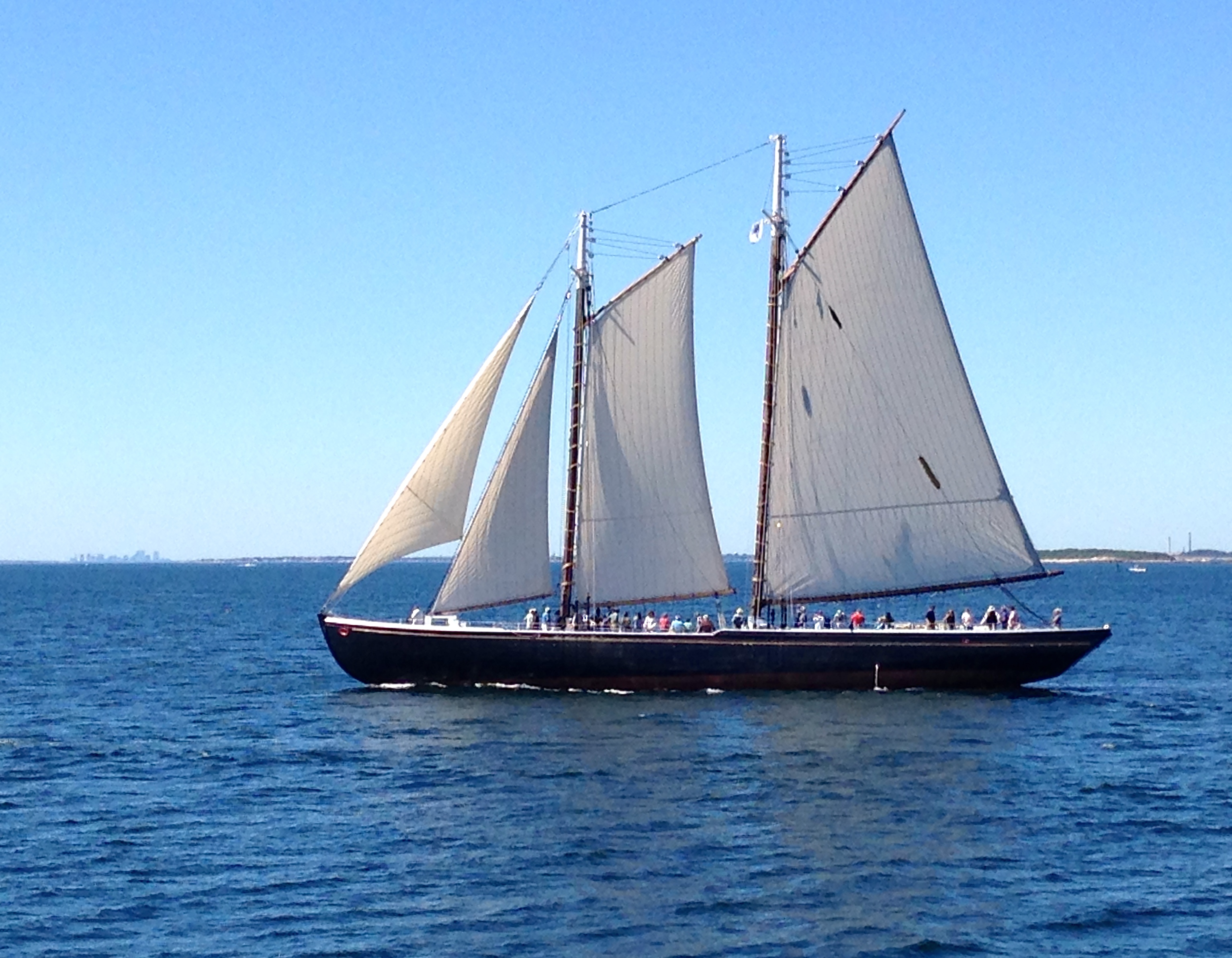
スクーナーのアドベンチャー号

- ノーマンズ・ウォー、ヘスペラス号など難破船で知られる岩礁
- レイブンズウッド公園
- ロッキーネック・アートコロニー、アメリカ最古の活動している芸術村
- サージェント邸博物館
- ホワイト・エラリー邸

グロスターで最も知られる目印は、港の傍にある舵を執る男の像（グロスター漁師の慰霊碑とも呼ばれる）であり、「船で海の下に行った者」に捧げられた。詩篇第107編23-32の引用でもある。
グロスターにはグロスター劇団と呼ばれるプロの劇団があり、毎シーズン、主に夏に5つから8つの劇を上演している。イーストグロスターにあり、スミスズコーブを見下ろす水際にある。1979年に地元の芸術と事業の指導者によって設立され、劇作家とその新しい作品を奨励した。グロスター劇団を設立したイズラエル・ホロビッツは1979年から2006年まで美術監督を務めた。長い間にグロスター劇団が開発した劇は国内さらに国外でブロードウェイとオフ・ブロードウェイで批評家の称賛を得るものになり、成功を収めてきた。この劇団はグロスター、近くのノースショア地区、さらにボストン大都市圏から、さらに季節住人や観光客を集めている。
グロスター最大の年中行事はセントピーターズ・フィエスタであり、地元イタリア系アメリカ人社会が後援している。毎年6月の最終週末に開催され、聖人暦でペトロの日に近い週末ということになる。9日間の祈りが先行し、祭のハイライトには漁船団への祝福があり、グリース・ポールの競技会が行われる。
市内には重要な建築物が多い。独立以前の家屋から、1870年に建設された町と港を見下ろす丘の上の市役所まである。異国情緒ある水際の家屋を博物館に転換したものもある。例えば1907年から1934年にデザイナーのヘンリー・デイビス・スリーパーが、地元の建築家ハーフダン・ハンソンと協力して建設したビューポートは折衷主義を天才のレベルまで上げたと言われる。さらに発明家ジョン・ヘイズ・ハモンド・ジュニアが1926年から1929年に建設したハモンド城は、その古代ローマ、中世、ルネサンス期の美術収集品を収めている。フェミニストの作家ジュディス・サージェント・マレイと、アメリカで最初のユニバーサリスト教会設立者ジョン・マレイの故郷でもある。彼らの家は現在もサージェント邸博物館として残っている。中心街にはケープアン博物館やマリタイムグロスター博物館/水族館など多くの博物館がある

## 著名な出身者
- バージニア・リー・バートン（1909年–1968年）、絵本作家、画家、代表作は『ちいさいおうち』と『マイク・マリガンとスチーム・ショベル』、フォリーコーブ・デザイナーズ集団の創設者
- ヘレン・ヘイズ、女優、アニスクアムで夏を過ごした
- 文鮮明、世界基督教統一神霊協会指導者、グロスターでかなりの期間を過ごした。協会が水際の土地を大量に所有していたことがあった[13]